# Landtagswahlkreis Hannover-Linden
Der Wahlkreis Hannover-Linden ist ein Wahlkreis zur Wahl des niedersächsischen Landtages. Er umfasst seit der Landtagswahl 2008 die Stadt Hannover mit den Stadtteilen Ahlem, Burg, Hainholz, Herrenhausen, Ledeburg, Leinhausen, Limmer, Linden-Mitte, Linden-Nord, Linden-Süd, Marienwerder, Nordhafen, Stöcken, Vahrenheide, Vinnhorst, Brink-Hafen.

## Landtagswahl 2022
| Landtagswahl in Niedersachsen 2022 – WK Hannover-LindenZweitstimmen %403020100 30,4 %28,8 %13,7 %7,9 %7,3 %3,3 %2,8 %1,9 %1,1 %0,9 %0,9 %1,0 % SPDGrüneCDUAfDLinkeFDPPARTEITierschutzVoltPiratenBasisSonst.Gewinne und Verlusteim Vergleich zu 2017 %p 14 12 10 8 6 4 2 0 −2 −4 −6 −8−10−9,4 %p+13,8 %p−3,1 %p+2,1 %p−6,4 %p−1,7 %p+1,1 %p+1,2 %p+1,1 %p+0,4 %p+0,9 %p± 0,0 %pSPDGrüneCDUAfDLinkeFDPPARTEITierschutzVoltPiratenBasisSonst. |

| Gegenstand der Nachweisung | Gegenstand der Nachweisung | Erst- stimmen | Erst- stimmen | Zweit- stimmen | Zweit- stimmen |
| Bewerber                   | Partei                     | Anzahl        | %             | Anzahl         | %              |
| -------------------------- | -------------------------- | ------------- | ------------- | -------------- | -------------- |
| Wahlberechtigte            | Wahlberechtigte            | 71.155        | 71.155        | 71.155         | 71.155         |
| Wähler                     | Wähler                     | 39.695        | 39.695        | 55,8 %         | 55,8 %         |
| Ungültige Stimmen          | Ungültige Stimmen          | 389           | 1,0           | 328            | 0,8            |
| Gültige Stimmen            | Gültige Stimmen            | 39.306        | 99,0          | 39.367         | 99,2           |
| davon                      |                            |               |               |                |                |
| Martina Machulla           | CDU                        | 5.631         | 14,3          | 5.375          | 13,7           |
| Thela Wernstedt            | SPD                        | 12.633        | 32,1          | 11.952         | 30,4           |
| Evrim Camuz                | GRÜNE                      | 11.277        | 28,7          | 11.349         | 28,8           |
| Haniyeh Emami Khalkhali    | FDP                        | 937           | 2,4           | 1.308          | 3,3            |
| David Schmalstieg          | AfD                        | 3.117         | 7,9           | 3.118          | 7,9            |
| Tayabeh Bokah Tamejani     | DIE LINKE                  | 2.708         | 6,9           | 2.857          | 7,3            |
|                            | dieBasis                   |               |               | 362            | 0,9            |
|                            | FREIE WÄHLER               | 140           | 0,4           |                |                |
| Lorenz Kies                | Die Humanisten             | 208           | 0,5           | 137            | 0,3            |
| Julian Klippert            | Die PARTEI                 | 1.410         | 3,6           | 1.097          | 2,8            |
|                            | Gesundheitsforschung       |               |               | 104            | 0,3            |
|                            | Tierschutzpartei           | 765           | 1,9           |                |                |
| Thomas Ganskow             | PIRATEN                    | 452           | 1,1           | 367            | 0,9            |
| Joana Zahl                 | Volt                       | 456           | 1,2           | 436            | 1,1            |

Thela Wernstedt (SPD) gewann das Direktmandat. Sie legte das Mandat im Sommer 2023 nieder. Die beiden Wahlkreiskandidaten Martina Machulla (CDU) und Evrim Camuz (Bündnis 90/Die Grünen) wurden über die Landeslisten ihrer Parteien in den Landtag gewählt.

## Landtagswahl 2017
Zur Landtagswahl in Niedersachsen 2017 traten im Wahlkreis Hannover-Mitte neun Direktkandidaten an. Direkt gewählte Abgeordnete ist Thela Wernstedt (SPD). Über die Landesliste zog zusätzlich Belit Onay (Bündnis 90/Die Grünen) in den niedersächsischen Landtag ein. Der Wahlkreis trug die Wahlkreisnummer 26.
| Partei                | Direktkandidat         | Erststimmen | Zweitstimmen |
| --------------------- | ---------------------- | ----------- | ------------ |
| CDU                   | Georgia Jeschke        | 19,3        | 16,8         |
| SPD                   | Thela Wernstedt        | 44,9        | 39,8         |
| Bündnis 90/Die Grünen | Belit Onay             | 12,4        | 15,0         |
| FDP                   | Claudia Jacobi         | 4,6         | 5,0          |
| DIE LINKE             | Tayabeh Bokah Tamejani | 12,9        | 13,7         |
| AfD                   |                        |             | 5,8          |
| BGE                   |                        |             | 0,3          |
| DM                    |                        |             | 0,2          |
| Die Grauen            | Meiko Trübe            | 0,6         |              |
| Freie Wähler          |                        |             | 0,2          |
| LKR                   |                        |             | 0,0          |
| Ödp                   |                        |             | 0,1          |
| Die Partei            | Juli Klippert          | 3,3         | 1,7          |
| Tierschutzpartei      |                        |             | 0,7          |
| Piratenpartei         | Thomas Ganskow         | 1,1         | 0,5          |
| V-Partei³             |                        |             | 0,2          |
| Einzelbewerber        | Hanno Stolz            | 1,0         |              |

## Landtagswahl 2013
Zur Landtagswahl in Niedersachsen 2013 traten im Wahlkreis Hannover-Linden sechs Direktkandidaten an. Direkt gewählte Abgeordnete ist Thela Wernstedt (SPD).
| Partei                | Direktkandidat      | Erststimmen | Zweitstimmen |
| --------------------- | ------------------- | ----------- | ------------ |
| SPD                   | Thela Wernstedt     | 46,9        | 39,2         |
| Bündnis 90/Die Grünen | Katrin Langensiepen | 18,1        | 22,6         |
| CDU                   | Georgia Jeschke     | 23,4        | 18,9         |
| Die Linke             | Abdurrazzak Yayar   | 6,2         | 6,8          |
| FDP                   | Matthias Briese     | 1,9         | 6,4          |
| Piratenpartei         | Thomas Sokolowski   | 3,4         | 3,6          |
| Freie Wähler          |                     |             | 1,0          |
| NPD                   |                     |             | 0,9          |
| Die Freiheit          |                     |             | 0,4          |
| Bündnis 21/RRP        |                     |             | 0,1          |
| PBC                   |                     |             | 0,1          |

## Landtagswahl 2008
Zur Landtagswahl in Niedersachsen 2008 traten im Wahlkreis Hannover-Linden sechs Direktkandidaten an. Direkt gewählter Abgeordneter war Wolfgang Jüttner (SPD).
| Partei                     | Direktkandidat   | Erststimmen | Zweitstimmen |
| -------------------------- | ---------------- | ----------- | ------------ |
| SPD                        | Wolfgang Jüttner | 46,1        | 35,1         |
| CDU                        | Kuno Winn        | 27,1        | 24,9         |
| Bündnis 90/Die Grünen      | Jörg Schimke     | 11,1        | 16,0         |
| Die Linke                  | Marlen Stryj     | 10,9        | 13,3         |
| FDP                        | Jan-Olof Kuntze  | 3,7         | 6,4          |
| NPD                        |                  |             | 1,8          |
| Freie Wähler Niedersachsen | Jürgen Alenberg  | 1,1         | 0,4          |
| Mensch Umwelt Tierschutz   |                  |             | 0,7          |
| Die Grauen                 |                  |             | 0,5          |
| Familien-Partei            |                  |             | 0,3          |
| Die Friesen                |                  |             | 0,3          |
| Ab jetzt                   |                  |             | 0,2          |
| PBC                        |                  |             | 0,1          |
| ödp                        |                  |             | 0,1          |

Die Wahlbeteiligung betrug 52,0 %.

## Landtagswahlkreis 36 Hannover-Linden
Nach der Wahl 2003 erfolgte eine Neueinteilung der Landtagswahlkreise in Niedersachsen. Der bisherige Landtagswahlkreis 36 Hannover-Linden wurde in Landtagswahlkreis 26 Hannover-Linden umbenannt, hatte aber einen neuen und größeren Zuschnitt der Stadtteile. Hinzugekommen ist dabei der bisherige Landtagswahlkreis 33 Hannover-Nordwest ohne die Stadtteile Isernhagen-Süd, Sahlkamp und der nördliche Teil von Bothfeld. Vom früheren Landtagswahlkreis 37 Hannover-Südwest kamen die Stadtteile Ahlem und Herrenhausen zum Landtagswahlkreis Hannover-Linden. Ausgegliedert zum neuen Landtagswahlkreis 27 Hannover-Ricklingen wurden dafür die Stadtteile Ricklingen und Oberricklingen.

### Landtagswahl 2003
Zur Landtagswahl in Niedersachsen 2003 traten im Wahlkreis Hannover-Linden fünf Direktkandidaten an. Direkt gewählte Abgeordnete war Wolfgang Jüttner SPD.
| Partei                             | Direktkandidat         | Erststimmen | Zweitstimmen |
| ---------------------------------- | ---------------------- | ----------- | ------------ |
| SPD                                | Wolfgang Jüttner       | 49,5        | 40,4         |
| CDU                                | Dirk Toepffer          | 29,9        | 27,7         |
| Bündnis 90/Die Grünen              | Barbara Rottmann       | 15,2        | 22,5         |
| FDP                                | Peter Prüser           | 2,7         | 5,2          |
| PDS                                | Joachim Meyer-Heithuis | 2,7         | 2,1          |
| Partei Rechtsstaatlicher Offensive |                        |             | 1,0          |
| Die Grauen                         |                        |             | 0,4          |
| REP                                |                        |             | 0,4          |
| PBC                                |                        |             | 0,2          |
| ödp                                |                        |             | 0,2          |

Die Wahlbeteiligung betrug 61,9 %.